# Bình Thành, Tây Sơn
Bình Thành là một xã thuộc huyện Tây Sơn, tỉnh Bình Định, Việt Nam.

## Địa lý
Xã Bình Thành nằm ở trung tâm huyện Tây Sơn, có vị trí địa lý:
- Phía đông giáp xã Bình Hòa
- Phía tây giáp các xã Tây Giang và Bình Tường
- Phía nam giáp thị trấn Phú Phong và xã Bình Tường
- Phía bắc giáp xã Bình Tân.

Xã có diện tích 53,71 km², dân số năm 2005 là 9.794 người, mật độ dân số đạt 182 người/km².

## Lịch sử
Ngày 24 tháng 3 năm 1979, Hội đồng Chính phủ ban hành Quyết định 127-CP. Theo đó, thành lập thị trấn Phú Phong trên cơ sở tách thôn Phú Phong thuộc xã Bình Phú và thôn Kiên Mỹ thuộc xã Bình Thành.
Ngày 15 tháng 11 năm 2005, Chính phủ ban hành Nghị định 143/2005/NĐ-CP. Theo đó, điều chỉnh 161,25 ha diện tích tự nhiên và 1.662 người của xã Bình Thành về thị trấn Phú Phong quản lý.
Sau khi điều chỉnh địa giới hành chính, xã Bình Thành còn lại 5.370,75 ha diện tích tự nhiên và 9.794 người.

## Hành chính
Xã Bình Thành được chia thành 4 thôn: An Dõng, Kiên Long, Kiên Ngãi, Phú Lạc.